# ليكفيل (ماساتشوستس)
ليكفيل (بالإنجليزية: Lakeville, Massachusetts)‏ هي بلدة أمريكية تقع في الولايات المتحدة في Plymouth County. يقدر عدد سكانها بـ 10,602 نسمة ومساحتها 93.6 كم2 وترتفع عن سطح البحر 27 متر.